# Hôtel de ville de Dambach-la-Ville
L'hôtel de ville de Dambach-la-Ville est un monument historique situé à Dambach-la-Ville, dans le département français du Bas-Rhin.

## Localisation
Ce bâtiment est situé au 11, place du Marché à Dambach-la-Ville.

## Historique
L'édifice fait l'objet d'une inscription au titre des monuments historiques depuis 1930.

## Architecture

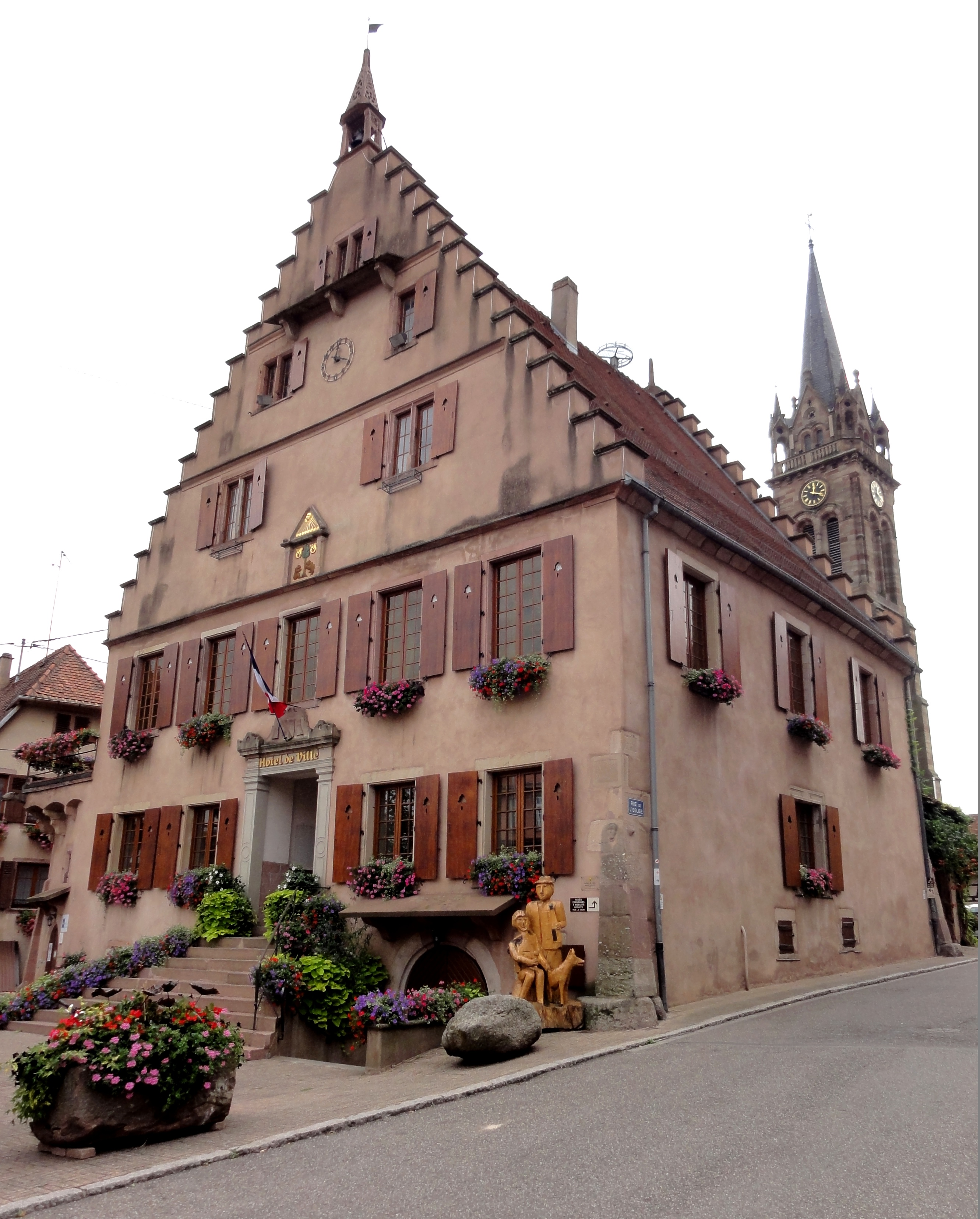
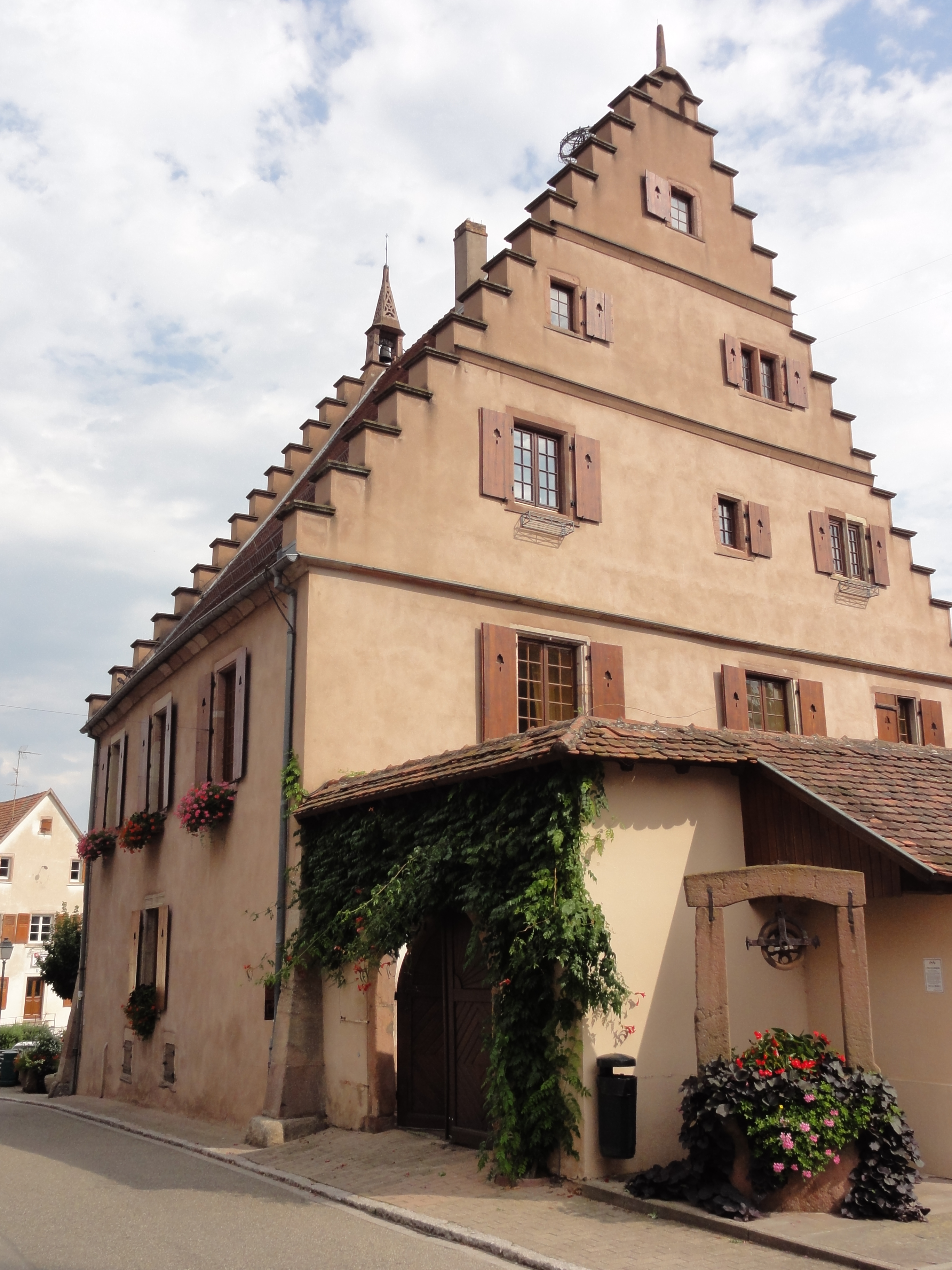
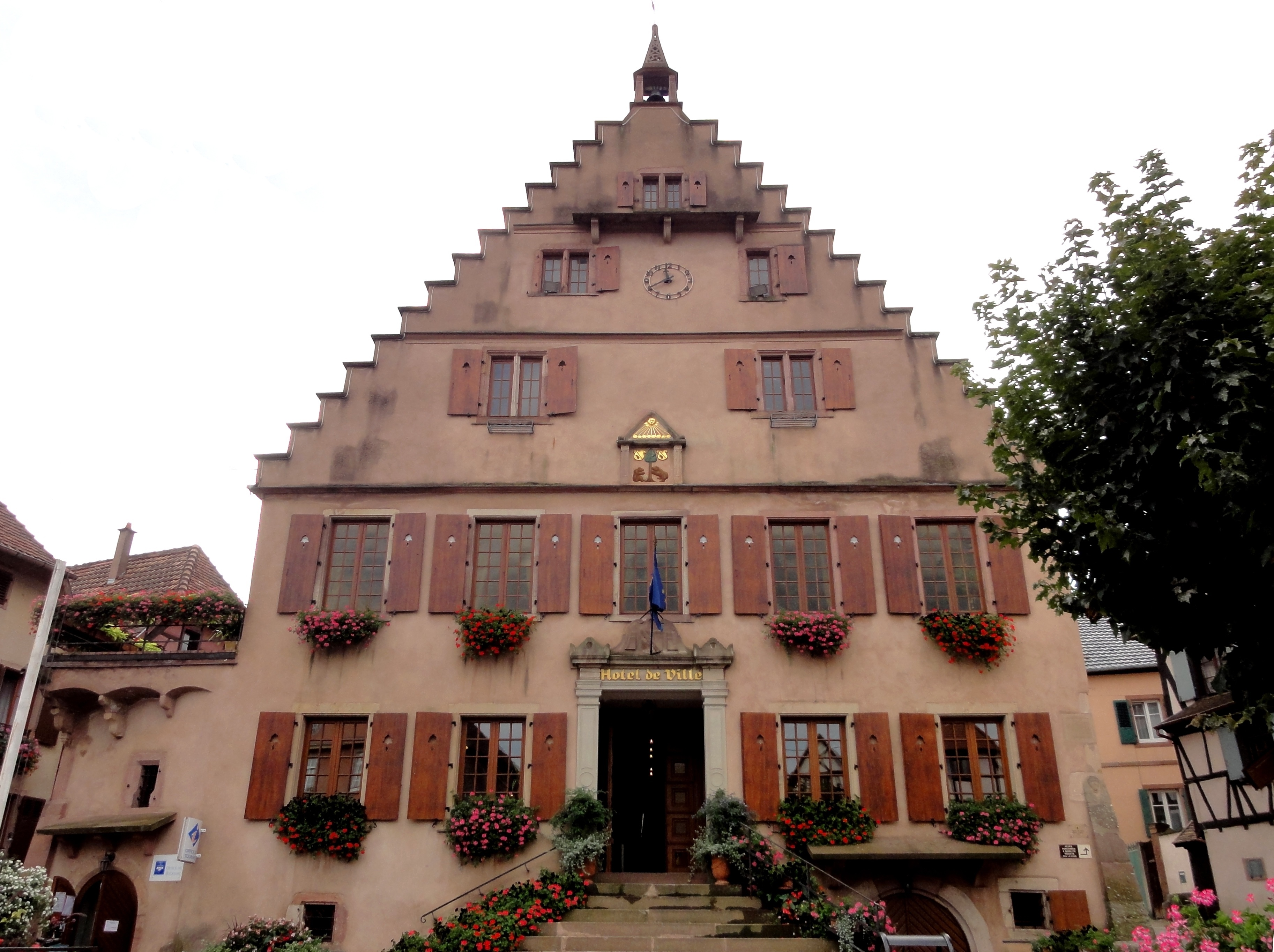
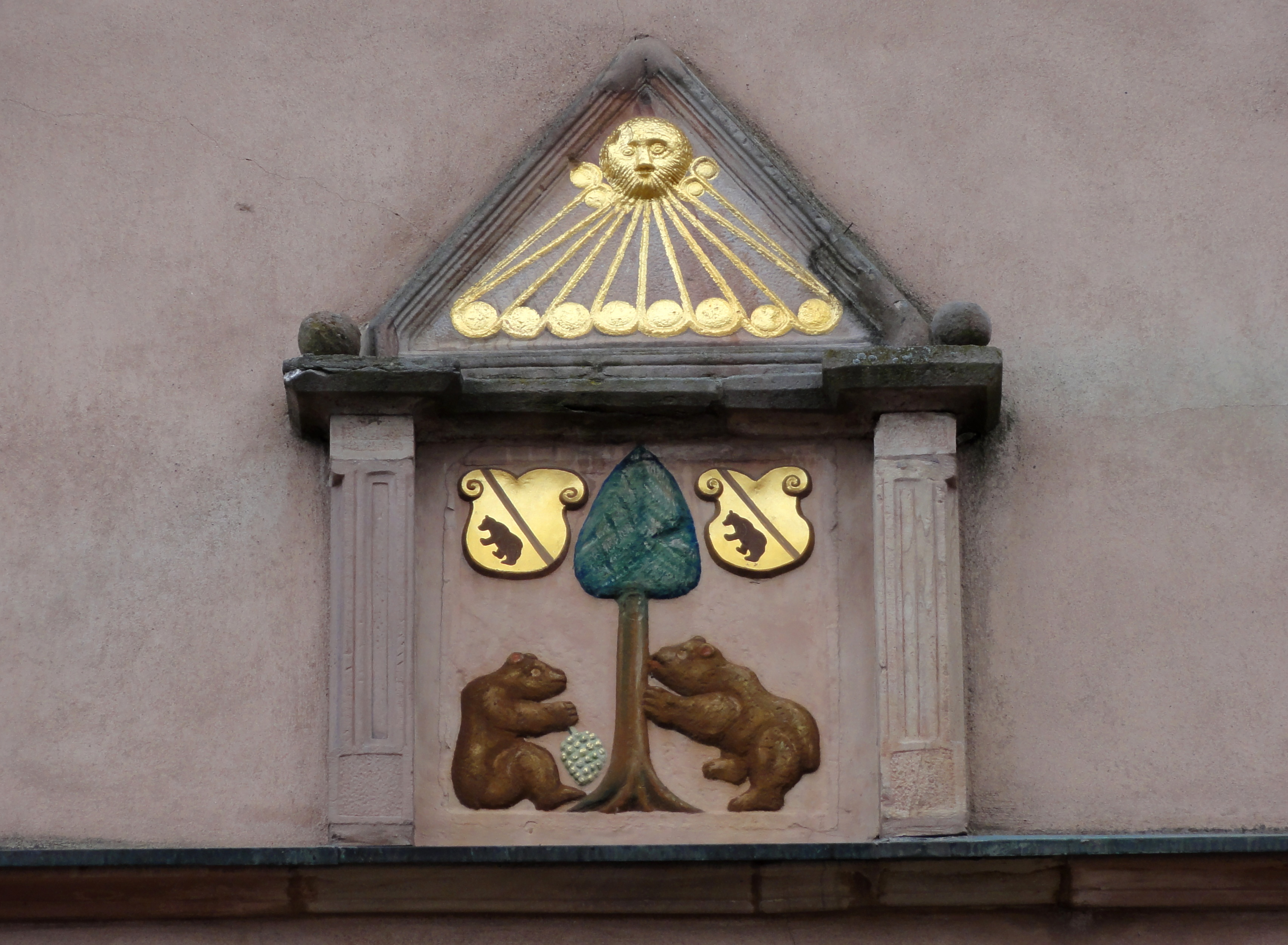
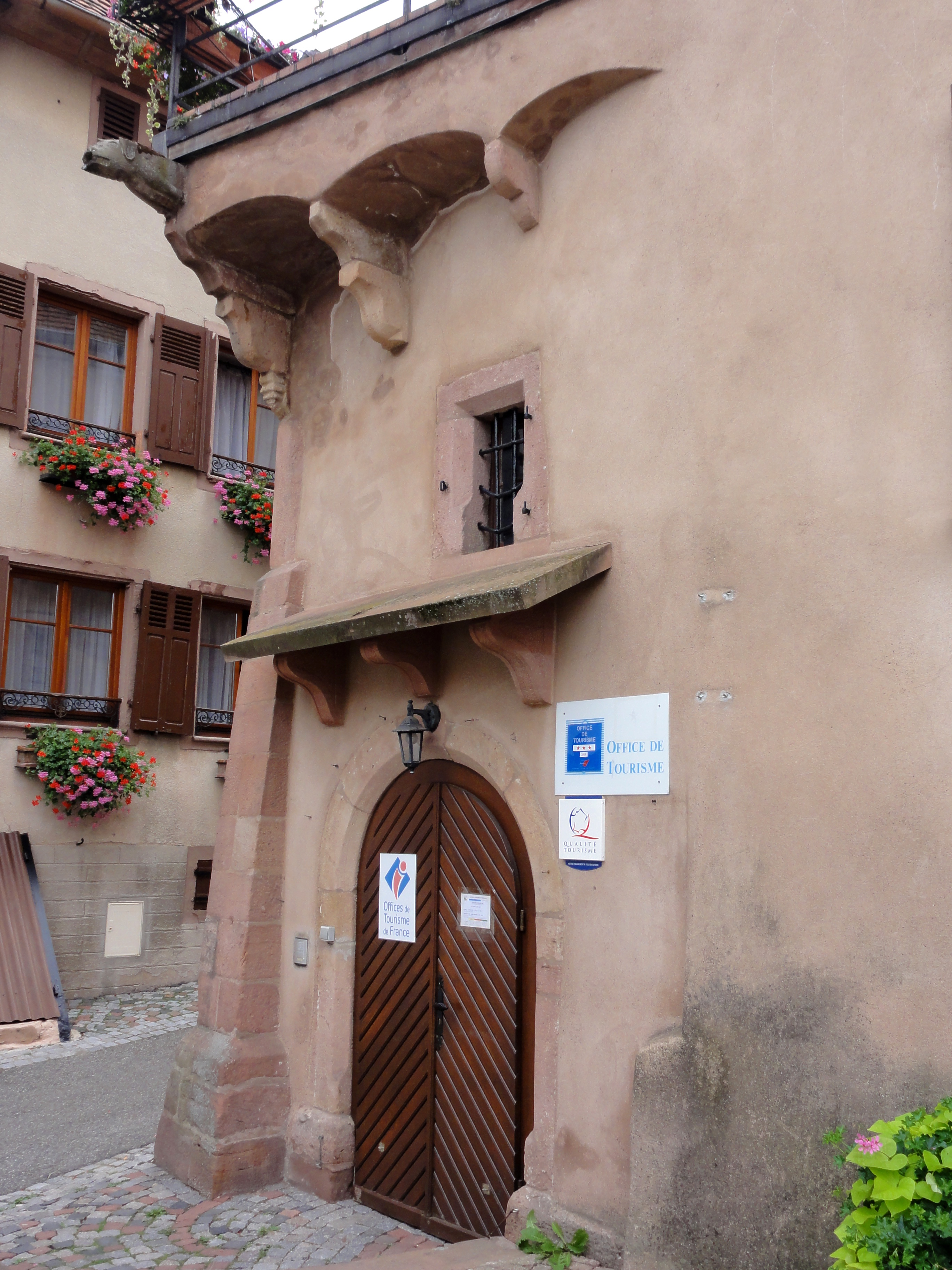